# Airapus sumatrae
Airapus sumatrae är en skalbaggsart som beskrevs av Leon Fairmaire 1896. Airapus sumatrae ingår i släktet Airapus och familjen Aphodiidae. Inga underarter finns listade i Catalogue of Life.